# IC 2210
IC 2210 — галактика типу *2 (подвійна зірка) у сузір'ї Рись.
Цей об'єкт міститься в оригінальній редакції індексного каталогу.